# La Taverne maudite
Pour plus de détails, voir Fiche technique et Distribution.
La Taverne maudite (The Rogues' Tavern) est un film américain en noir et blanc réalisé par Bob Hill, sorti en 1936.

## Synopsis
Un tueur fou est en liberté dans un hôtel par une nuit sombre et lugubre.

## Fiche technique
- Titre original : The Rogues' Tavern
- Réalisation : Bob Hill
- Scénario : Al Martin
- Photographie : Bill Hyer
- Montage : Dan Milner
- Production : Mercury Pictures Corporation
- Pays de production : États-Unis
- Langue d'origine : anglais
- Format : noir et blanc - 35 mm - 1,37:1 - Son : Mono
- Durée : 70 min
- Date de sortie :
- États-Unis : 4 juin 1936

## Distribution
- Wallace Ford : Jimmy Kelly
- Barbara Pepper : Marjorie Burns
- Joan Woodbury : Gloria Robloff
- Clara Kimball Young : Mrs. Jamison
- Jack Mulhall : Bill
- John Elliott : Mr. Jamison
- Earl Dwire : Morgan
- John W. Cowell : Hughes
- Vincent Dennis : Bert
- Arthur Loft : Wentworth
- Ivo Henderson : Harrison
- Ed Cassidy : Mason
- Robert McKenzie : employé à l'état civil

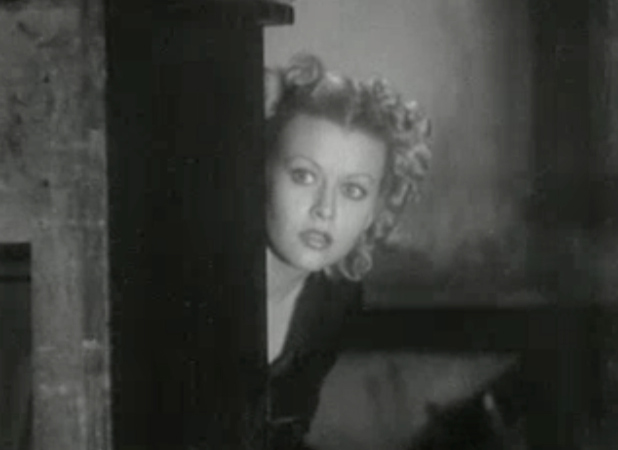
Barbara Pepper
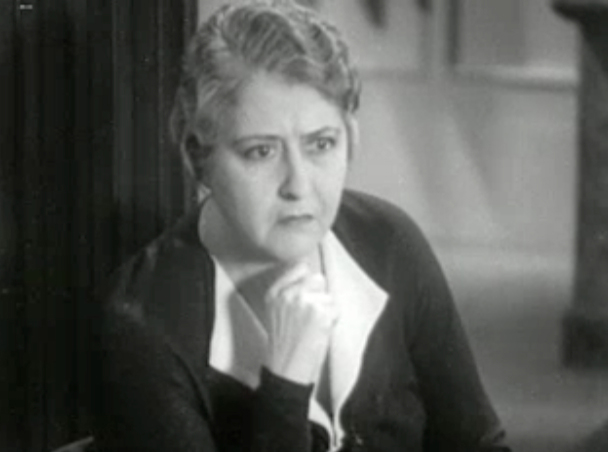
Clara Kimball Young
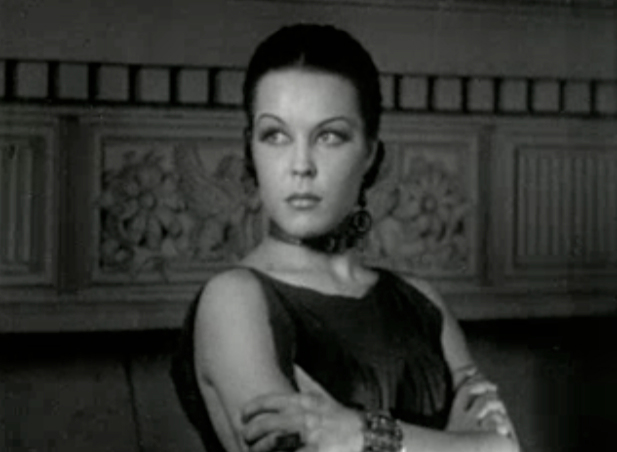
Joan Woodbury